# 田井宜広
田井 宜広（たい たかひろ、1997年10月25日 - ）は、日本のプロボクサー。兵庫県姫路市出身。RSTボクシングジム所属。

## 人物
芦屋大学ボクシング部では主将を務めた。

## 来歴

### アマチュア
2019年全日本選手権でフェザー級に出場し、ベスト8となった。

### プロボクシング
2020年12月13日、プロデビュー戦は2回TKO勝ち。
2021年3月28日、神戸市立中央体育館で日本バンタム級15位の脇田洸一と対戦し、4回2分47秒TKO勝ちを収めた。
2021年7月24日、神戸市立中央体育館で田之岡条と対戦し、田之岡の棄権により5回終了時TKO勝ちを収めた。
2021年10月20日、後楽園ホールで日本バンタム級15位の富施郁哉と日本ユースバンタム級王座決定戦を行い、プロ初黒星となる8回0-3（73-79×3）の判定負けを喫しユース王座獲得に失敗した。
2022年8月14日、神戸市立中央体育館でジュン・ブラゾと対戦し、3回1分45秒KO勝ちを収め再起に成功した。
2023年12月17日、神戸ポートピアホテルでスパーポン・ハンビチャチャイと対戦し、2回1分28秒TKO勝ちを収めた。
2024年1月13日、韓国・江南市のパラダイスシティで行われた「WAR IN PARADISE」興行のメインイベントでスラット・イアムオンと日本ボクシングコミッション（JBC）非公認のWBOオリエンタルスーパーフライ級王座決定戦を行い、初回2分12秒TKO勝ちを収めJBC非公認ながらプロ初および日本人としては渡邉卓也以来約6年2ヶ月ぶり2人目のWBOオリエンタル王座獲得に成功した。
2025年2月11日、後楽園ホールでWBOアジアパシフィックスーパーフライ級王者の川浦龍生とWBOアジアパシフィック同級タイトルマッチを行い、2回に川浦の右目上をカットさせるも6回に連打でスタンディングダウンを奪われ、レフェリーストップで6回1分50秒TKO負けを喫しJBC公認として初の王座獲得に失敗した。

## 戦績
- アマチュア:57戦43勝(15RSC)14敗
- プロボクシング:10戦 8勝(8KO)2敗

| 戦           | 日付           | 勝敗 | 時間    | 内容    | 対戦相手                       | 国籍       | 備考                                                |
| ------------ | -------------- | ---- | ------- | ------- | ------------------------------ | ---------- | --------------------------------------------------- |
| 1            | 2020年12月13日 | ☆    | 2R 2:16 | TKO     | 濱口稜生（エディタウンゼント） | 日本       | プロデビュー戦                                      |
| 2            | 2021年3月28日  | ☆    | 4R 2:47 | TKO     | 脇田洸一（クラトキ）           | 日本       |                                                     |
| 3            | 2021年7月24日  | ☆    | 5R 終了 | TKO     | 田之岡条（小熊）               | 日本       |                                                     |
| 4            | 2021年10月20日 | ★    | 8R      | 判定0-3 | 富施郁哉（ワタナベ）           | 日本       | 日本ユース・バンタム級王座決定戦                    |
| 5            | 2022年8月14日  | ☆    | 3R 1:45 | KO      | ジュン・ブラゾ                 | フィリピン |                                                     |
| 6            | 2023年12月17日 | ☆    | 2R 1:28 | TKO     | スパーポン・ハンビチャチャイ   | タイ       |                                                     |
| 7            | 2024年1月13日  | ☆    | 1R 2:12 | TKO     | スラット・イアムオン           | タイ       | WBOオリエンタルスーパーフライ級王座決定戦           |
| 8            | 2024年6月23日  | ☆    | 1R 0:57 | KO      | ジャッカパン・セーントーン     | タイ       |                                                     |
| 9            | 2024年12月14日 | ☆    | 1R 2:46 | TKO     | マルデット・チンスキーポン     | タイ       |                                                     |
| 10           | 2025年2月11日  | ★    | 6R 1:50 | TKO     | 川浦龍生（三迫）               | 日本       | WBOアジアパシフィックスーパーフライ級タイトルマッチ |
| テンプレート |                |      |         |         |                                |            |                                                     |

## 獲得タイトル
- WBOオリエンタルスーパーフライ級王座